# Битва при Новаре (1513)
Битва при Новаре — крупная битва во время Войны Камбрейской лиги. Сражение происходило 6 июня 1513 года около Новары в Северной Италии.

## Предыстория
Несмотря на то, что французы одержали победу в битве при Равенне в 1512 году, уже через месяц после этого армия Людовика XII была вынуждена покинуть Милан из-за натиска сил коалиции Священной Лиги.
В 1513 году франко-венецианская армия из 12 тыс. человек под командованием герцога Луи де ла Тремуйля начала осаду города Новара, который был вторым по величине городом миланского герцогства (после Милана). В это время к городу подоспели швейцарские наёмники на службе миланского герцога Массимилиано Сфорцы. Швейцарская армия, насчитывающая от 10 до 13 тыс. человек, атаковала французов на рассвете 6 июня, когда город уже почти пал.

## Ход битвы
Битва была очень кровопролитной. Французы потеряли 5 тыс. (по другим данным до 10 тыс.) человек. Швейцарцы несли потери в основном из-за французской артиллерии: только в течение трёх минут в связи с массированным артиллерийским огнём погибло около 700 воинов. В ходе битвы швейцарская армия захватила 22 французских орудия и множество зарядов к ним. После разгрома французской армии швейцарцы не смогли преследовать врага из-за отсутствия кавалерии, однако отдельные контингенты швейцарских войск следовали за французами, пока те не ушли из страны.
Поражение французов привело к тому, что они были вынуждены уйти из Милана и Италии в целом. Была временно восстановлена власть герцога Сфорцы, хотя де-факто он был марионеткой в руках Швейцарии и её союзников, которые составляли военную силу Милана.